# My Mama Said
"My Mama Said"  foi uma canção gravada pelo grupo pop sueco ABBA lançada no álbum Waterloo em 1974. "My Mama Said" foi escrita originalmente por Benny Andersson e Björn Ulvaeus, enquanto Agnetha e Frida foram as vocalistas principais.
Inicialmente, o título de trabalho da música foi "Turn Out The Light", onde foi a primeira sessão de gravação (que ocorreu em 16 de outubro de 1973) sob o nome do grupo ABBA.